# スターリング・ストリート駅
スターリング・ストリート駅（Sterling Street）はニューヨーク市地下鉄IRTノストランド・アベニュー線の駅である。ブルックリン区プロスペクト・レファーツ・ガーデンズのノストランド・アベニューとスターリング・ストリートの交差点に位置し、2系統が終日、5系統が平日のみ停車する。

## 駅構造
| G          | 地上階                       | 出入口 |
| M          | 改札階                       | 改札口、駅員詰所、メトロカード自動券売機 |
| P ホーム階 | 相対式ホーム、右側ドアが開く | 相対式ホーム、右側ドアが開く |
| P ホーム階 | 北行線                       | ← ウェイクフィールド-241丁目駅行き（プレジデント・ストリート駅） ← 平日：イーストチェスター-ダイアー・アベニュー駅行き（プレジデント・ストリート駅） ← 夕ラッシュ時：ネレイド・アベニュー駅行き（プレジデント・ストリート駅） |
| P ホーム階 | 南行線                       | → ブルックリン・カレッジ駅行き（ウィンスロップ・ストリート駅）→ |
| P ホーム階 | 相対式ホーム、右側ドアが開く | |

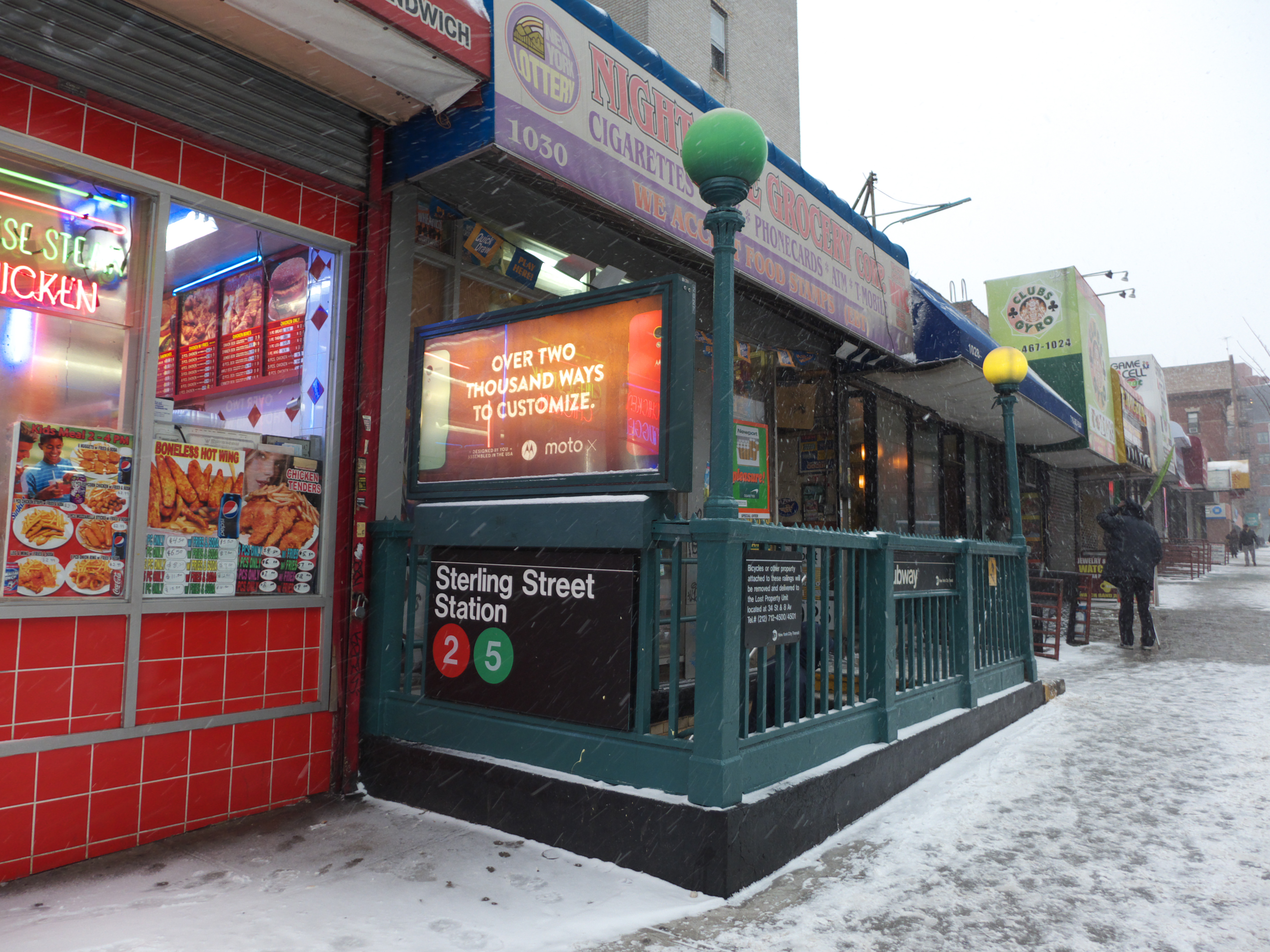
入口

駅はノストランド・アベニュー線が開通した1920年8月23日に同時に開業した。相対式ホーム2面と線路2線を有した2面2線の地下駅である。駅は1950年代にホームを延長し有効長は510フィート（155メートル）となり10両編成の列車の入線に対応できるようになった。
ホーム壁面のタイルは1920年の開業当初のデザインのままで、"STERLING ST."と書かれた駅名標がある。また、1950年代に延長された部分の壁面には茶地に白で"STERLING ST."と書かれた駅名標がある。ホーム上にはライトブルーの柱が等間隔に立っており黒地に白のニューヨーク市地下鉄標準の駅名標が掲げられている。改札階には4つの異なる絵画が飾られている。なお、この絵画の製作者および作品名は分かっていない。

### 出口
当駅はノストランド・アベニュー線内においては珍しく改札階を有する構造となっている。改札口は駅北端のホーム上階に存在し、南北ホームから2つ階段が接続している。改札口には回転式改札機ときっぷ売り場、新聞売り場と地上への階段2つがある。
| 場所                                                           | 種類 | 数  |
| -------------------------------------------------------------- | ---- | --- |
| ノストランド・アベニューとスターリング・ストリートの交差点北西 | 階段 | 1つ |
| ノストランド・アベニューとスターリング・ストリートの交差点北東 | 階段 | 1つ |